# 惠州广播电视台
惠州广播电视台是中国广东省惠州市的地级广播电台及电视台，现时与惠州广播电视传媒集团为一个机构两块牌子，为隶属于中国共产党惠州市委宣传部的正处级事业单位。该台于2004年3月28日挂牌，2005年1月29日成立。现台址位于惠州市惠城区东江三路55号。

## 历史

### 惠州有线广播站及惠州人民广播电台
1966年5月1日，惠州有线广播站建成启播，为股级单位。在“文化大革命”期间，广播站每日播音三次，合共6小时30分，除转播中央台及广东台节目外，还以普通话播送本地消息及专题节目（包括“活学活用毛泽东著作”、大批判、政治斗争宣传、科技与卫生等）；“文化大革命”结束后，广播站每日播音四次，合共11小时30分，除转播中央台及广东台节目之外，还以普通话及惠州话播送新闻资讯、生活服务类节目及多种类型的专题节目。1985年12月，广播站升格为副科级单位。
惠州人民广播电台则是在惠州有线广播站的基础上建立，于1990年7月经广东省广播电视厅批准成立，9月12日由惠州市编制委员会批准为科级单位。12月30日，惠州人民广播电台正式启播。该台的调频信号由位于高榜山的惠州电视转播台负责发射，频率为102.8兆赫；而该台改为使用100.0兆赫及88.3兆赫同时广播的时间尚不可考。
惠州电台启播初期以大板块节目形式广播，并有多个板块设置了主持人；此外，该台的新闻节目对报章有较大依赖性。1991年，该台加强了经济宣传，其播放的经济新闻占所有已播放新闻的六成以上。1995年，惠州电台获“广东省广播电视系统先进集体”称号；同年12月，开通新华社新闻传真。
1998年10月1日，广播节目进行大规模改版，改版后设置包含新闻、音乐、体育、消闲等类型节目逾50个。同年，该台升格为副处级单位。同年年底，该台每日播出的新闻中，有九成以上内容实现自采自编。
1999年，该台每天播音18小时。2000年7月1日，该台播音时间延长至19小时。（6:30-次日凌晨1:30）。

### 惠州电视台及惠州有线广播电视台
1985年5月，中国共产党惠阳地区委员会及惠阳地区行政公署开始筹备惠州市及惠阳、博罗、惠东及龙门等县的电视台。1986年7月1日，惠州电视台正式启播，为科级事业单位。电视台启播初期开办《惠州新闻》节目，每周制作一集，在惠州电视转播台发射的1频道及25频道插播。1988年1月1日，《惠州新闻》节目增至每周两集，在星期三、六晚间播出。
1990年7月1日，惠州电视台正式以独立频道播出，定频于惠州电视转播台的32频道。1991年，该台的新闻节目实现每日播放。
1998年12月，该台升格为副处级事业单位；彼时，该台每日播放11.5小时的节目。同年，惠州市广播电视局在惠东百坑山建立电视差转台，使得该台信号覆盖至稔平半岛。1999年，每日播放时间增至12个小时。2000年，每日节目播放时间再增至17小时，2001年则为17.5小时，2004年增至每套节目每日18小时。
惠州有线广播电视台前身为1989年3月14日成立的惠州市有线电视服务站，该站于1993年10月更名为惠州有线电视台，再于1997年更为现名。1996年12月28日，该台自办的电视频道启播，称“惠州有线电视钻石台”，每天播放约16小时节目。2000年1月18日，该台开办点歌频道。7月13日，数据广播服务开通。
2001年6月19日，广东省广播电影电视局批准了惠州有线广播电视台并入惠州电视台的方案，两台在7月1日正式合并。合并后，惠州有线广播电视台改制为惠州市有线广播电视网络中心，电视台及有线电视台的主频道分别改称惠州电视台一套、惠州电视台二套，有线电视台的点歌频道及数据广播服务则在12月1日转交至惠州市电视广告中心。
2003年1月，惠州电视台投放首台自行设计、安装的数字电视转播车，用于各类现场活动的播出工作。9月25日，惠州广播电视新闻中心在江北奠基。

### 惠州广播电视台
2004年3月28日，惠州广播电视台挂牌成立，为南方广播影视传媒集团的下属单位。2005年1月29日，该台正式成立，由惠州电视台、惠州人民广播电台、惠州有线广播电视网络中心、惠州电视转播台等单位合并而成。4月22日，惠州广播电视新闻中心正式开工建设。
2006年，该台的广播部门实施广播节目听评制，向公众招聘听评员对广播节目进行监听、评议，并定期收集建议。同年7月20日，新闻杂志节目《直播惠州》启播。电视部门则在该年7月1日（即惠州电视台20周年台庆日）对旗下电视频道实施全面改版，同日推出民生新闻节目《第一直播室》。
2007年6月6日，惠州电台环保交通广播试播。9月8日，该频率正式启播，每日播音20小时（6:30-次日凌晨2:30）。26日，惠州广播电视传媒集团正式挂牌成立，与惠州广播电视台为一个机构两块牌子。10月，该台成立惠州广电传媒购物有限公司及惠州广电文化传播有限公司等两间子公司，而该台的电视购物节目亦于10月1日启播。
2008年11月6日，惠州有线数字电视导视频道试播，定频于惠州有线电视增补3频道，提供数字电视整体转换政策宣传、使用方法及收费电视频道展播等内容。2009年9月28日，惠州广播电视新闻中心大楼落成启用。12月，电视部门启播客家话版《农村天地》，为惠州首个客家话电视节目，每月播出两集。
2010年9月1日，电视部门启播《午间新闻》节目。2011年10月1日，该节目实现现场直播。同年，《第一直播室》亦改为现场直播，客家话版《农村天地》由每月两集扩版为每周一集。广播部门则对新闻综合广播进行改版，于北京时间每日8:00-20:00逢整点增设整点新闻节目《正点播报》，并启播《连线惠州》《午后财经》《非常新视角》等数节资讯节目。12月31日，东江传媒网上线运营，为该台的官方网站。
2012年1月1日，电视部门对两套电视节目进行改版。改版后，新闻综合频道扩充了新闻及时事专题节目的版面；公共生活频道则以生活资讯、消闲节目为主，以电视剧集为支撑。同年，该台开始在新闻直播中利用3G技术进行外场连线。
2013年3月18日，电视部门再度对两套电视节目进行改版，该次改版主要是优化电视剧集编排及加大自制节目的播出时长。12月12日，惠州电台音乐广播试播。2014年1月8日，该频率正式启播，每日播音19小时（6:30-次日凌晨1:30）。5月28日，新闻综合频道开始于珠海、中山、江门、肇庆、佛山、清远、东莞等七座城市的数字电视系统播放。6月16日，惠州电视台经典频道试播，定频于惠州有线数字电视3频道，取代原有的点歌频道。8月13日，该频道正式启播，每日播出17小时（7:00-次日凌晨0:00）的文化类电视节目。
2015年2月6日，广播部门启用位于仲恺高新区T-PARK时尚公园的首间户外直播室。12月12日，恺视网上线运营，为仲恺高新区网络电视台，由惠州广电新媒体发展有限公司运营。2016年1月1日，广播部门全面实行频率制改革。5月16日及7月4日，交通广播及音乐广播先后进行改版。
2017年5月10日，惠州广播电视台新媒体中心成立。7月18日，该中心推出的“惠眼”应用程序正式上线运营，用于该台电视、广播节目的移动端直播及推送。2018年4月28日，新闻综合频道及公共生活频道开始高标清同步播出，两套节目的高清版本分别定频于惠州有线数字电视62、63频道，频道宣传片则统一呼号为“惠州电视台高清频道”。

## 旗下资产

### 电视服务

#### 播出中的电视频道
| 选台号码 | 选台号码 | 名称         | 启播日期       | 格式                           | 简介                                                   | 口号       | 曾用名                                                                                                 | 参考          |
| 有线电视 | IPTV     | 名称         | 启播日期       | 格式                           | 简介                                                   | 口号       | 曾用名                                                                                                 | 参考          |
| -------- | -------- | ------------ | -------------- | ------------------------------ | ------------------------------------------------------ | ---------- | --- | ------------- |
| 3        | 46       | 新闻综合频道 | 1990年7月1日   | SDTV 576i 16:9 HDTV 1080i 16:9 | 惠州市第一条电视频道，现时以新闻、时事、专题类节目为主 | 最爱惠州蓝 | 惠州电视台一套 惠州电视台综合频道                                                                      | [ 12 ] [ 44 ] |
| 4        | 47       | 都市生活频道 | 1996年12月28日 | SDTV 576i 16:9 HDTV 1080i 16:9 | 惠州市第一条有线电视频道，现时以生活、消闲类节目为主   |            | 惠州有线电视钻石台 惠州电视台二套 惠州电视台经济频道 惠州电视台公共时尚频道 惠州广播电视台公共生活频道 | [ 12 ] [ 44 ] |
| 5        | 不適用   | 信息频道     | 2000年7月13日  | SDTV 576i 4:3                  | 以播放分类广告为主的图文电视频道                       |            | 惠州有线电视数据广播                                                                                   |               |

#### 已停播或转让的电视频道
| 选台号码 | 名称         | 启播日期                                    | 停播/转让日期 | 格式           | 简介 | 曾用名             | 参考          |
| -------- | ------------ | ------------------------------------------- | ------------- | -------------- | --- | ------------------ | ------------- |
| 不適用   | 都市影视频道 | 2004年                                      | 不详          | SDTV 576i 4:3  | | 惠州电视台三套     |               |
| 3        | 点歌台       | 2000年1月18日                               | 2014年6月16日 | SDTV 576i 4:3  | 有偿电话点歌频道，早期亦提供动画剧集、相声、喜剧小品、电影片段点播服务，后来取消                                         |                    | [ 12 ]        |
| 3        | 经典惠城频道 | 2014年6月16日（试播） 2014年8月13日（启播） | 2019年5月     | SDTV 576i 16:9 | 以“文化”为内核，围绕文化、正能量、诚信、和谐、友爱等关键词开办的纯公益性质频道                                           | 惠州电视台经典频道 | [ 35 ] [ 45 ] |
| 6        | 导视频道     | 2008年11月6日                               | 不详          | SDTV 576i 4:3  | 为惠州有线数字电视整体转换服务的频道，播送政策宣传、使用方法、收费电视频道展播等内容。后来交由广东广电网络惠州分公司运营 |                    | [ 12 ] [ 24 ] |

#### 现时播出的电视节目
| 新闻 - 《惠州新闻联播》 - 《第一直播室》 - 《午间新闻》 - 《大亚湾报道》 - 《惠城新闻》 生活及消闲 - 《品界·家装有道》 - 《宣传易》 - 《TV房产》 - 《生活家》 - 《东江夜话》 - 《少年合伙人》 | 时事及专题 - 《法治惠城》 - 《文明交通行》 - 《惠州警务报道》 - 《惠城教育风景线》 - 《社会纪录》 - 《以案说法》 - 《政法在线》 - 《金融消费健康谈》 - 《安全零距离》 - 《新天地》 - 《美丽惠州》 - 《音乐惠州》 - 《惠州体育》 - 《客家》（客语） | 影视、纪录及剧集时段 - 《惠州微影》 - 《舌尖上的惠州》 - 《惠州小戏骨》 - 《动漫在线》 - 《第一剧场》 - 《鹅城剧场》 - 《热播剧场》 - 《经典剧场》 - 《合家欢剧场》 - 《西湖剧场》 - 《欢乐卡通剧场》 - 《开心剧场》 | 外购 - 《观点致胜》 - 《行者》 - 《我们正年轻》 - 《大揭秘》 - 《新视觉·每周文娱》 - 《财经观察家》 - 《对话》 - 《世界多美丽》 - 《饮食养生汇》 - 《都市传奇》 - 《生活大参考》 - 《我为喜剧狂》（第一季） |

#### 过往电视节目
- 《今晚八点》
- 《惠州纵横》
- 《热点追踪》
- 《社会聚焦》
- 《生活万象》
- 《八彩星》
- 《点歌台》
- 《为您祝福》
- 《音乐传真》
- 《综艺天地》
- 《经济快讯》
- 《信息大观》
- 《新闻20分》
- 《惠城新视野》
- 《天天惠生活》
- 《消费1线》
- 《非常3Q》
- 《农村天地》
- 《快乐大挑战》
- 《中国城市报道》（广州广播电视台制作，播出档次较旧）
- 《惠州新闻》

### 广播服务

#### 播出中的广播频道
| 名称         | 启播日期                                    | 频率                     | 简介                                                                                                 | 呼号              | 口号                                      | 曾用名                                                 | 参考   |
| ------------ | ------------------------------------------- | ------------------------ | --- | ----------------- | ----------------------------------------- | ------------------------------------------------------ | ------ |
| 综合广播     | 1990年12月30日                              | FM 88.3 MHz FM 100.0 MHz | 以新闻为主，集新闻性、公益性、服务性、监督性为一体的综合频率，宗旨为“新闻立台，聆听天下”             | 阳光100           | 新无止境，闻达天下 资讯全天候，惠州第一声 | 惠州人民广播电台 惠州电台新闻广播 惠州电台新闻综合广播 | [ 46 ] |
| 经济环保广播 | 2007年6月6日（试播） 2007年9月8日（启播）   | FM 98.8 MHz              | 主要为驾车人士服务的频率，提供路况播报、生活资讯及服务类节目，宗旨为“服务，贴近，权威”               | Top Radio·畅听988 | 一路有你，温暖同行 畅听相伴，出行首选     | 惠州电台环保交通广播 惠州电台交通广播                  | [ 46 ] |
| 音乐广播     | 2013年12月12日（试播） 2014年1月8日（启播） | FM 90.7 MHz              | 惠州市第一条专业化音乐频率，强调欣赏性、伴随性、服务性及互动性，以“流行、时尚、品质、活力”为风格定位 | 最爱907           | 移动收听新选择，动感活力第一台            |                                                        | [ 46 ] |

#### 现时播出的广播节目
| 综合广播固定节目 - 《新闻快报》 - 《100早新闻》（合并原《周末早新闻》） - 《听见惠州》 - 《悠闲假期》 - 《连线惠州》 - 《行风追踪》（原《直播惠州·行风追踪》） - 《亲亲校园》（原《亲亲校园，不负青春》） - 《行风热线·天天在线》（合并原《行风热线·面对面》） - 《100午新闻》 - 《午间说法》 - 《我是朗读者》（原《爱上朗读》） - 《我是朗读者·作品展播》 - 《午后财经》 - 《财经朋友圈·创客》 - 《健康惠州》 - 《假日总动员》 - 《家有儿女》 - 《100会客厅》 - 《印象惠州》 - 《100晚新闻》（原《直播惠州·100晚新闻》） - 《我的城我的村》 - 《有故事的歌》 综合广播线性节目 - 《正点播报》 - 《100评论》 - 《100气象站》 - 《惠城新闻》 - 《阳光100公开课》 综合广播转播节目 - 《新闻和报纸摘要》（总台中国之声节目） - 《“港”清楚》（总台大湾区之声节目） - 《湾区在线》（总台大湾区之声节目） - 《全国新闻联播》（总台中国之声节目） | 经济环保广播固定节目 - 《Hi Music》（原《音乐早巴士》） - 《嗨嗨早班车》（原《嗨嗨上班路》） - 《卓然秀·Music Time》 - 《嗨！周末！》（原《畅行周末》） - 《卓然秀》 - 《大头聊车》（原《畅听车生活》） - 《家在惠州》 - 《来吧，美好生活！》 - 《摩登音乐》 - 《生活梦想家》 - 《我们这个圈》 - 《光影的魅力》 - 《交警直播室》 - 《厉害了，星期六》 - 《嗨！我的宝贝》（原《妈咪宝贝》） - 《绝代双骄》（原《畅听晚高峰》） - 《主播的饭局》 - 《我是幸运鹅》 - 《8点2+1》 - 《全村的希望》 - 《莎莎慢时光》 - 《越夜越high》 - 《午夜收音机》（原《深夜树洞》） 经济环保广播线性节目 - 《988出行小助手》（原《小8来报路况啦》） - 《知趣盲盒》 - 《畅听生活馆》 - 《摇摆派对》 - 《畅听100秒》 音乐广播 |

#### 过往自制广播节目
| 综合广播/新闻综合广播/新闻广播 - 《味道中国》 - 《夜话无边》 - 《跟我出发》 - 《非常惠生活》 - 《无线音乐俱乐部》 - 《开心大管家》 - 《直播惠州·麦盖东东》（客语） - 《中国风》 - 《阳光书吧》 - 《经典老唱片》 - 《好好学习》 - 《直播惠州·新闻排行榜》 - 《100动起来》 - 《职场江湖》 - 《100枕边歌》 - 《音乐自由行》 | 经济环保广播/交通广播 - 《岁月留声》 - 《一路阳光》 - 《大名的幸福生活》 - 《体坛纵横》 - 《点唱吧》 - 《音乐地带》 - 《守望星空》 - 《可以说的秘密》 - 《乐听乐爱听》 - 《书香仲恺》 - 《畅听晚高峰·周末版》 - 《夜行记》 - 《午后嗨一点》 - 《潮有范》 - 《电台情歌》 - 《其乐生活秀》 - 《家的N次方》 - 《大风车·好想去旅行》 - 《汽车大胃王》 | 音乐广播 - 《Morning Call》 - 《音乐最拉风》 - 《快乐Show Time》 - 《如风往事》 - 《优质乐坊》 - 《摇滚青春》 - 《电影时光》 - 《私房歌》 - 《Color's Music》 - 《音乐正当午》 - 《音乐久一点》 - 《音乐在路上》 - 《Lazy Music》 - 《音乐high一点》 - 《Mix Party》 |

### 新媒体

#### 网站
- 东江传媒网：2011年12月31日上线运营，为惠州广播电视台的官方网站，由惠州广电新媒体发展有限公司运营，提供电视新闻综合频道、公共生活频道及各广播频率的直播信号及部分节目的点播服务[30]。该站在2014年取得《信息网络传播视听节目许可证》，此后亦有自行制作网络剧集、综艺，如《惠州杰》[47]。
- 恺视网：2015年12月12日上线运营，为仲恺区网络电视平台，由惠州广电新媒体发展有限公司运营[38]。该站为仲恺高新区2015年“文化建设年”的重要项目之一，旨在为仲恺区民众“提供更为丰富的文化产品”，设“恺视·官方”“恺妹说”“有料来晒”“身边好人”等多个栏目[37]。
- 文惠网：2017年12月24日上线运营，由原有的“惠州文惠网”发展而来，为惠州市文化消费互联网平台。公众可透过该站购买书籍，惠州市的电影、演出、旅游景区门票，并可领取惠州市政府文化消费补贴。[48]

#### 应用程序
- 惠眼：2017年7月18日上线运营，为惠州广播电视台的官方应用程序，由惠州广播电视台新媒体中心运营。该应用程序提供惠州广播电视台各电视频道及广播频道的直播信号，推送新闻资讯及部分自办节目，亦会对一些大型活动进行移动端直播。[40][41]
- 惠万家：2017年7月18日上线运营，为惠州广播电视台的电商平台，由惠州广电惠万家实业有限公司运营。该应用程序除商品销售功能外，亦设有惠州广电主办活动的报名、投票功能，以及水费缴交、有线电视服务订购、缴费等功能。[40][41]

### 其他分支机构
- 惠州广电文化传播有限公司：于2007年10月成立，负责惠州广播电视台综艺节目、自制影视项目及大型活动、晚会的制作，以及该台大中型演播厅的管理，亦有开办演艺培训课程。[23][49]
- 惠州广电产业发展有限公司：于2014年10月成立，为惠州广播电视传媒集团开展多元化产业经营服务。[50]
- 惠州会展中心管理有限公司：于2009年11月成立，为惠州广播电视传媒集团为承接惠州会展中心的运营工作而成立的专门机构。[51][52]
- 惠州市岭南影音总公司、广东惠州音像出版社：前者于1988年12月成立，由于1983年5月成立的岭南音带厂及于1986年设立的惠州市岭南全音唱片公司共同组建[53]。后者则是在前者的基础上于1989年4月24日由原国家广电部批准成立，时名“惠州音像出版社”，后于1992年3月27日更为现名。两者现时为一个机构两块牌子[54]，出版的音像制品以“皇牌”为产牌[55]。
- 惠州市广播电视经营中心：负责惠州广播电视台各电视频道、于惠州合法落地的境外电视频道的经营工作，亦有制作部分生活类电视节目及策划部分大型展会。[56]
- 惠州市广播电视播控发射中心：前身为1971年9月成立的惠阳电视台，1979年9月改称惠阳电视转播台，1988年更名为惠州电视转播台[4]，并入惠州广播电视台后改为现名。该中心负责高榜山发射（微波）站及象头山发射站的运营工作，及惠州广播电视台各电视、广播频道和央视、央广及广东台各主要频道的信号发射工作[57]。
- 惠州市广播电视技术中心：于2005年成立，负责惠州广播电视台各电视、广播频道的播出工作及于惠州合法落地的境外电视频道的广告插播工作，亦负责该台的技术类业务。[58]

## 注解
1. ↑  引文“新媒体中心”实为“新媒体公司”。
2. 1 2  以惠城区为准。
3. ↑  高清、标清机顶盒分别只传送高清及标清版本。